# Halbur, Iowa
Halbur là một thành phố thuộc quận Carroll, tiểu bang Iowa, Hoa Kỳ. Năm 2010, dân số của thành phố này là 246 người.

## Dân số
Dân số qua các năm:
- Năm 2000: 202 người.
- Năm 2010: 246 người.